# Кошняки (железнодорожная станция, Калужская область)
Кошняки — разъезд  в Износковском районе Калужской области России. Входит в сельское поселение «Село Льнозавод».

## География
Расположен на ж/д станции Кошняки

## Население
| 2002 | 2010 |
| ---- | ---- |
| 11   | →11  |

## История
12 января 1942 года  партизанские отряды Ф.В. Могильного и А.И. Бурлакова захватили на несколько часов разъезд Кошняки и железнодорожный мост, вывели из строя стрелки, разобрали железнодорожное полотно, в результате чего надолго задержали движение немецких эшелонов в сторону Вязьмы.